# Vilela, São Cosme e São Damião e Sá
Vilela, São Cosme e São Damião e Sá (llamada oficialmente União das Freguesias de Vilela, São Cosme e São Damião e Sá) es una freguesia portuguesa del municipio de Arcos de Valdevez, distrito de Viana do Castelo.

## Historia
Fue creada el 28 de enero de 2013 en aplicación de una resolución de la Asamblea de la República de Portugal promulgada el 16 de enero de 2013 con la unión de las freguesias de  Sá, São Cosme e São Damião y Vilela, pasando su sede a estar situada en la antigua freguesia de São Cosme e São Damião.

## Demografía
| Gráfica de evolución demográfica de Vilela, São Cosme e São Damião e Sá entre 2011 y 2021 |
|                                                                                           |
| Datos según el nomenclátor publicado por el INE portugués.                                |